# 第二次福州戰鬥 (北洋政府時期)
福州戰鬥發生於1926年11月26日－12月8日，地點則是在中國閩南一帶，是國民革命軍北伐戰爭的戰鬥之一。福州戰鬥的交戰雙方，一方為國民革命軍，另一方為北洋政府所轄軍隊。

## 參看
- 中華民國北洋政府時期內戰戰鬥列表